# Il grillo del focolare (opera)
Il grillo del focolare è un'opera lirica di Riccardo Zandonai su libretto di Cesare Hanau. L'opera fu rappresentata per la prima volta al Politeama Chiarella di Torino il 28 novembre 1908.
Gli interpreti della prima rappresentazione furono:
| Ruolo            | Interprete           |
| ---------------- | -------------------- |
| John Peeribyngle | Edmondo Grandini     |
| Dot              | Albertina Baldi      |
| Caleb Plummer    | Francesco Federici   |
| Edoardo          | Angelo Pintucci      |
| May Fiedling     | Ernestina Bertinetti |
| Tackleton        | Ugo Cannetti         |

Direttore d'orchestra era Pietro Cimini.